# PGC 1536659
LEDA/PGC 1536659 ist eine Galaxie im Sternbild Herkules am Nordsternhimmel, die schätzungsweise 447 Millionen Lichtjahre von der Milchstraße entfernt ist. Die Galaxie gilt als Mitglied des Herkules-Haufens Abell 2151.
Im selben Himmelsareal befinden sich unter anderem die Galaxien IC 1178, IC 1179, IC 1181, IC 1185.